# Vernon—Lake Country—Monashee
Circonscription électorale fédérale du Canada
Vernon—Lake Country—Monashee (en anglais Vancouver Fraserview—South Burnaby) est une circonscription électorale fédérale canadienne de la Colombie-Britannique située en grande partie dans le Plateau intérieur au centre de la province. Elle s'étend du lac Okanagan à l'ouest au lac Slocan à l'est et comprend les villes de Vernon, Nakusp, New Denver et Lumby. 
Elle est créée en 2023 de la partie nord de l'ancienne circonscription d'Okanagan-Sud—Kootenay-Ouest, de la partie sud de l'ancienne circonscription d'Okanagan-Nord—Shuswap ainsi que de petites parties de Kelowna—Lake Country et Central Okanagan—Similkameen—Nicola. 
Les circonscriptions limitrophes sont : 
- au nord : Kamloops—Shuswap—Central Rockies
- à l'est : Columbia—Kootenay—Southern Rockies
- au sud : Kelowna et Similkameen—Okanagan-Sud—Kootenay-Ouest
- au sud-ouest : Okanagan Lake-Ouest—Kelwona-Sud
- à l'ouest : Kamloops—Thompson—Nicola[5].

## Députés
| Législature | Années        | Député | Député         | Parti        |
| --- | ------------- | ------ | -------------- | ------------ |
| Vernon—Lake Country—Monashee issue de Okanagan-Sud—Kootenay-Ouest, Okanagan-Nord—Shuswap, Kelowna—Lake Country et Central Okanagan—Similkameen—Nicola |               |        |                |              |
| 45e | 2025–en cours |        | Scott Anderson | Conservateur |

## Résultats électoraux
Modèle:Élection générale canadienne de 2025 — Vernon—Lake Country—Monashee